# Tomb Raider: Legend
Tomb Raider: Legend é um jogo eletrônico de ação-aventura desenvolvido pela Crystal Dynamics e publicado pela Eidos Interactive. É o sétimo título principal da série Tomb Raider e o primeiro reinício da franquia que reimagina as origens da protagonista Lara Croft. O jogo foi lançado em 2006 para Microsoft Windows, PlayStation 2, Xbox, Xbox 360, PlayStation Portable, GameCube, Game Boy Advance, Nintendo DS e telefones móveis. Um porte para PlayStation 3 foi lançado em 2011 como parte de The Tomb Raider Trilogy, enquanto a versão de PS2 foi emulada e portada para o PlayStation 5 em 2024, integrando o catálogo da PlayStation Plus de clássicos da plataforma.
Legend detalha a busca de Croft pela mítica espada Excalibur, correndo pelo mundo contra sua ex-amiga Amanda Evert. A jogabilidade apresenta a personagem navegando em níveis lineares, lutando contra inimigos e resolvendo quebra-cabeças ambientais para progredir. As versões para DS e GBA compartilham a história do jogo ao passo que apresentam uma jogabilidade ajustada para as plataformas. A versão móvel adapta locais do jogo em plataformas baseadas em comandos e cenários de combate.
Após o fracasso crítico de Tomb Raider: The Angel of Darkness, da Core Design, a Eidos transferiu o desenvolvimento do próximo título da franquia para a empresa americana Crystal Dynamics, que começou a produção em 2004. O objetivo era revitalizar a franquia, com a jogabilidade e a própria Lara sendo redesenhadas. O criador da personagem, Toby Gard, foi contratado para ajudar nisso e esteve profundamente envolvido com o projeto. O compositor Troels Brun Folmann projetou a música para mudar durante os níveis conforme o jogador avança.
Legend recebeu avaliações geralmente positivas, com muitos elogiando o jogo como um retorno à forma da série, e ganhou e foi indicado para vários prêmios. Os portes para GBA e DS receberam pontuações mais baixas devido ao impacto das limitações de hardware na jogabilidade. Vendendo mais de três milhões de cópias mundialmente, Legend ajudou a revitalizar a franquia Tomb Raider e reestabeleceu Lara Croft como um ícone dos jogos eletrônicos. O jogo foi sucedido por dois títulos na mesma continuidade; Tomb Raider: Anniversary (2007), um remake do primeiro jogo da franquia, enquanto uma sequência direta de Legend, Tomb Raider: Underworld, foi lançada em 2008.

## Enredo
Quando criança, Lara Croft sofre um acidente de avião junto com sua mãe. Elas caem nas montanhas do Himalaia e um incidente peculiar ocorre com a mãe de Lara, fazendo-a desaparecer devido a um portal ali existente. Lara sobrevive, caminhando 10 dias nas montanhas. Anos mais tarde, Lara, já com 19 anos, resolve desvendar os mistérios acerca da espada Excalibur, que está intimamente relacionada ao desaparecimento de sua mãe e decide recuperar todos os fragmentos desta enigmática espada a fim de entender o que se passou naquele infeliz episódio de sua infância. No decorrer da história, a heroína descobre por meio de sua maior inimiga deste jogo, Amanda, que sua mãe foi levada à lendária ilha de Avalon, criando assim, a base de um contexto para o próximo jogo da série: Tomb Raider Underworld.

## Desenvolvimento
Lara agora possui 9800 polígonos em sua estrutura. A heroína ganhou novos movimentos: pular lateralmente de uma rachadura para outra, fazer acrobacias, dar chutes e rasteiras nos adversários e o revolucionário salto a partir dos ombros do inimigo em câmera lenta enquanto o fuzila.